# I.D Y BEST COLLECTION
『[I.D] Y BEST COLLECTION』（I.D Y ベスト・コレクション）は、大沢誉志幸のベスト・アルバム。1998年12月12日にエピックレコードジャパンよりリリースされた。

## 概要
1983年6月にデビューした大沢が、活動休止を発表した時期にリリースした大沢選曲による活動期間15年の集大成的ベスト・アルバム。EPIC・ソニー時代在籍曲以外に、1995年に移籍したイーストウエスト・ジャパン（ALTERMAN RECORDS）の楽曲も収録。全27曲の中には、シングルや企画アルバムしか聴けなかった楽曲を多数収録。本作発売翌年1999年3月5日に行なわれた渋谷公会堂でのライブを最後に、大沢は約3年間の活動休止期間に入った。

## 収録曲

### Disc.1
1. e-Escape
2. 宵闇にまかせて(kiss & kiss) (1992"naive"version)
3. CAB DRIVER
4. スロウダンス
5. そして僕は途方に暮れる (1992"naive"version)
6. CONFUSION
7. inFinity
8. 恋にJust can't wait
9. クロール
10. Go Go"trouble"Heaven〜ゴーゴーヘブン
11. モンキー・ブガルー
12. Stop & ギミーラブ
13. REAL ACTION
14. 一人きりアヴェニュー

### Disc.2
1. Serious Barbarian III Changin'〜
2. Serious Barbarian III〜月と密林
3. ずっと甘い口唇
4. 遠い約束
5. naive
6. いけない涙
7. Angelic Baby
8. 初恋
9. 夕やけ
10. ガラス越しに消えた夏　※未表記であるが、1994年10月21日発売のシングル・ストリングスヴァージョン。
11. 甘い関係
12. キャンドルを消さないで（with かの香織）
13. せつない時は僕がいる〜素晴らしい世界